# Odontestra richinii
Odontestra richinii là một loài bướm đêm trong họ Noctuidae.